# Лејси-Лејквју (Тексас)
Лејси-Лејквју (енгл. Lacy-Lakeview) град је у америчкој савезној држави Тексас. По попису становништва из 2010. у њему је живело 6.489 становника.

## Демографија
Према попису становништва из 2010. у граду је живело 6.489 становника, што је 725 (12,6%) становника више него 2000. године.
| Група             | 2000.         | 2010.         |
| Белци             | 3.821 (66,3%) | 3.453 (53,2%) |
| Афроамериканци    | 858 (14,9%)   | 1.337 (20,6%) |
| Азијати           | 48 (0,8%)     | 58 (0,9%)     |
| Хиспаноамериканци | 940 (16,3%)   | 1.546 (23,8%) |
| Укупно            | 5.764         | 6.489         |